# Ázerbájdžán na Letních olympijských hrách 2000
Ázerbájdžán se účastnil Letní olympiády 2000 Zastupovalo ho 31 závodníků, 25 mužů a 6 žen, soutěžil v 8 sportech.

## Medailové pozice
| Medaile | Jméno                  | Sport             | Disciplína                 |
| ------- | ---------------------- | ----------------- | -------------------------- |
| Zlato   | Namig Abdullajev       | Zápas             | Muži volný styl do 54 kg   |
| Zlato   | Zemfira Meftahatdinova | Sportovní střelba | ženy skeet                 |
| Bronz   | Vugar Alakparov        | Box               | muži váha střední do 75 kg |